# Burgruine Dornach
Die Burg Dornach ist Ruine einer Hangburg auf 530 m ü. A., rund 1,5 Kilometer westlich von Lasberg in der Ortschaft Siegelsdorf. Sie liegt im Gemeindegebiet von Lasberg im Bezirk Freistadt im Mühlviertel in Oberösterreich. Ein Teil der ehemaligen Burg wurde seit 1963 renoviert und wird seitdem bewohnt.
Die Burgruine liegt im Feistritztal, unweit der Mündung in die Feldaist, am Rande eines felsigen Steilabsturzes. 

## Geschichte
Die erstmalige urkundliche Erwähnung war 1416 als Besitz des Hans Lasberger, die Burg selbst dürfte jedoch schon älter sein. Um 1400 errichtete Hans mit seinem Bruder Wenzel Lasberger die Burg neu. In den Hussitenkriegen um 1427 wurde die Burg schwer beschädigt. 1436 verkaufte Hans der Lasperger die Burg an Simon Volkra (auch: Volkrat), einen Schaffer zu Freistadt. Die Volkra besaßen die Burg als landesfürstliches Lehen bis 1505. In dieser Zeit errichteten sie den heutigen Rundturm (Bergfried) mit hochgelegtem Eingang und Wehrgänge an den Außenmauern. 1505 wurde die Burg um 2350 Gulden an die Herren von Zelking verkauft, die bereits das nahe Schloss Weinberg besaßen. Daraufhin ließen die Zelkinger das heutige Vorwerk errichten, das damals drei Schalentürme (Rondell) besaß, ähnlich wie Weinberg.
Unter der Herrschaft der Zelkinger verlor die Burg an Bedeutung, da sie kein selbstständiger Adelssitz mehr war. Wie Weinberg ging auch Dornach im Jahre 1629 an die Familie Thürheim über. Im Laufe der Zeit verfiel die Burg zusehends und bereits um 1650 wurde die ehemals eindrucksvolle Burg nach einem Brand als Ruine bezeichnet. Der Brand brach aus, weil die Herrn in Streit und Feindschaft mit der Herrschaft Prandegg standen. Als 1650 die Dornacher nach Prandegg eingeladen wurden, wurde Dornach überfallen und in Brand gesteckt. Nach dem Brand wurden die Steine von der Bevölkerung vielfach als Baumaterial zum Häuserbau abtransportiert, bis 1821 Graf Josef Thürheim von Weinberg den Abbruch der Mauern verbot. 
Im Jahr 1963 kaufte der Freistädter Geschäftsmann Franz Burgermeister die Ruine von Baron von Thürheim-Zimmermann und rettete sie vor dem gänzlichen Verfall. Burgermeister renovierte die Ruine mit viel Geschick und Unterstützung des Landes Oberösterreich.

## Bau

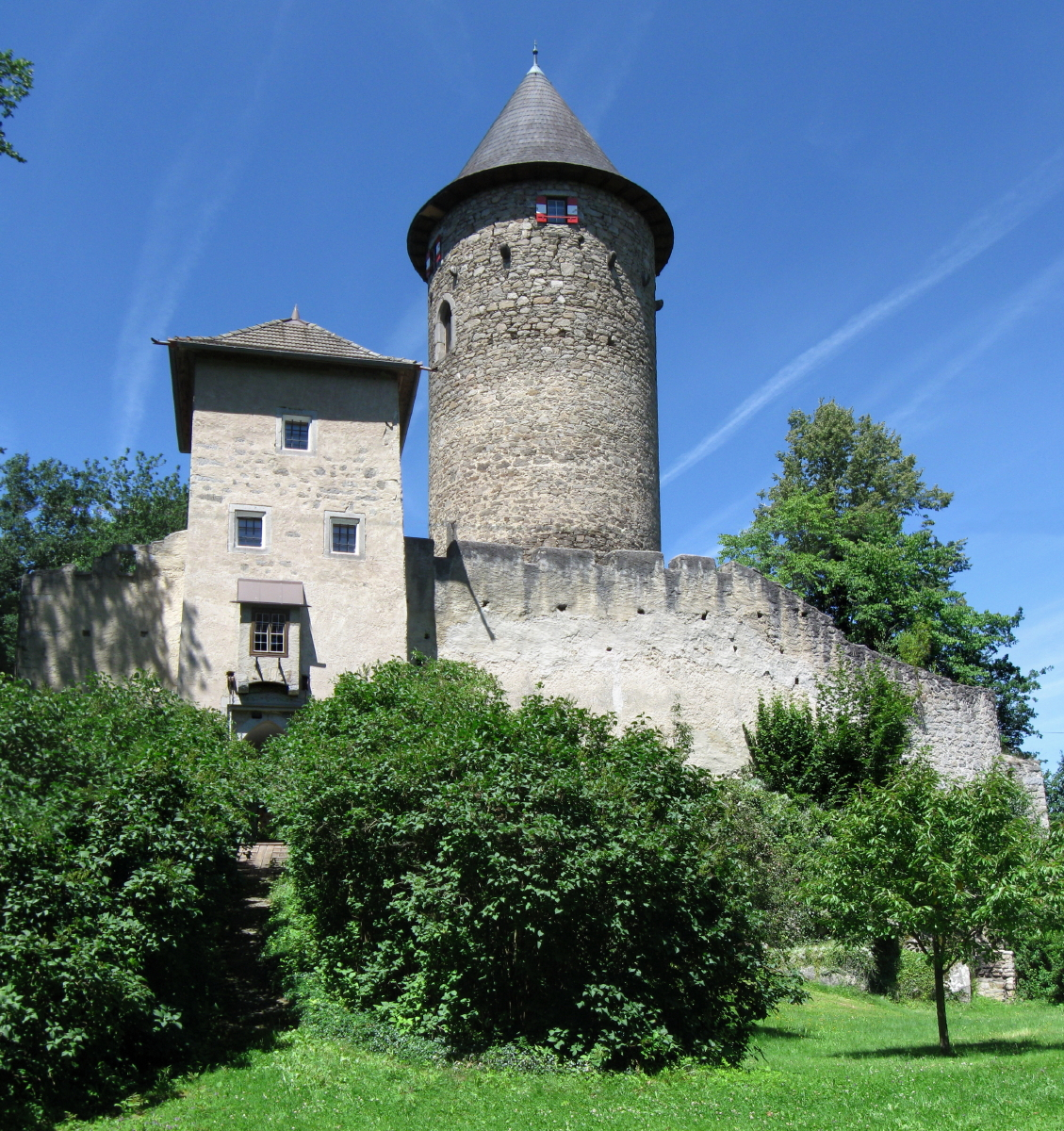
Burgruine Dornach

Die Hauptburg hatte eine Fläche von 566 Quadratmeter. Der kleine, heute erhaltene Teil der Burg war der wichtigste Adelssitz im Feistritztal. Der Burgfried mit seinen 20 Metern Höhe ragt heraus und bietet einen weiten Überblick über die Umgebung. Die Ringmauer mit einem viereckigen Torturm dürfte um 1400 erbaut worden sein. Im 15. Jahrhundert wurde die Anlage erweitert, bevor sie verfiel.

### Geheimgang
Der Überlieferung nach bestand ein unterirdischer Geheimgang zwischen der Burg Dornach und dem Schloss Weinberg. In der Sage vom Dornacher flieht die Burgherrin vor ihren Feinden durch den Tunnel.

## Meierhof
Mit der Burg eng verbunden war der Meierhof (Siegelsdorf Nr. 12) oder auch Dornachhof oder Hartmayrhof genannt. Wie die Burg gehörte er zum selben Geschlecht, bis 1430 den Lasberger, zwischen 1430 und 1505 den Volkra, ab 1505 bis 1623 den Zelkingern. Danach kam er zur Familie List (bis 1737) und dann an die Familie Hartmayr (bis 1846). Seitdem ist er im Besitz der Familie Blöchl. Johann Blöchl, der Vater des Mühlviertels, kam hier 1895 zur Welt.

## Kultur
In der restaurierten Burg finden an den Lasberger Kulturtagen regelmäßig Ritterspiele statt. Die Spiele erinnern an Kämpfe, die wahrscheinlich nahe der Mündung Feistritz-Feldaist zwischen Dornach und Weinberg stattgefunden haben, wie Funde von früheren Waffen- und Rüstungsteilen vermuten lassen.